# The Ballad of Cat Ballou
The Ballad of Cat Ballou ist ein Lied aus dem Jahre 1965, das von Jerry Livingston komponiert wurde. Der Text stammt von Mack David. In der von Nat King Cole und Stubby Kaye gesungenen Version wurde es für den Film Cat Ballou – Hängen sollst du in Wyoming verwendet. Das Lied erhielt eine Oscar-Nominierung für die Kategorie Bester Song.
Im Film wird das Lied im Stil griechischer Chöre von zwei fahrenden Musikanten, gespielt von Nat King Cole und Stubby Kaye, gesungen. Das Lied erzählt die Geschichte von Catherine Ballou (nach dem Roman The Ballad of Cat Ballou von Roy Chanslor), im Film von Jane Fonda gespielt, die sich von einer wohl erzogenen jungen Dame in eine Gesetzlose verwandelt.